# Heteroconger obscurus
Heteroconger obscurus is een straalvinnige vissensoort uit de familie van zeepalingen (Congridae). De wetenschappelijke naam van de soort is voor het eerst geldig gepubliceerd in 1959 door Klausewitz & Eibl-Eibesfeldt.